# Корна Имања
Корна Имања (итал. Corna Imagna) је насеље у Италији у округу Бергамо, региону Ломбардија.
Према процени из 2011. у насељу је живело 337 становника. Насеље се налази на надморској висини од 723 м.

## Становништво
| 1936. | 1951. | 1961. | 1971. | 1981. | 1991. | 2001. | 2011. |
| ----- | ----- | ----- | ----- | ----- | ----- | ----- | ----- |
| 563   | 662   | 589   | 572   | 691   | 795   | 923   | 953   |